# Henckelia longipedicellata
Henckelia longipedicellata là một loài thực vật có hoa trong họ Tai voi (Gesneriaceae). Loài này có ở Myanmar; được B.L. Burtt mô tả khoa học đầu tiên năm 1965 dưới danh pháp Chirita longipedicellata. Năm 2011, D.J.Middleton & Mich.Möller chuyển nó sang chi Henckelia.